# 錫西山
77°29′S 160°58′E / 77.483°S 160.967°E
錫西山（Mount Circe），是南極洲的山峰，位於維多利亞地，處於狄多山以北，屬於奧林匹斯山脈的一部分，海拔高度超過2,000米，由威靈頓維多利亞大學探險隊命名，現時由南極條約體系管理。